# Mestna avtobusna linija št. 15 (Maribor)
Mestna avtobusna linija številka 15 Brestrnica – Železniška postaja – Košaški dol je ena izmed 19 avtobusnih linij javnega mestnega prometa v Mariboru. Poteka v smeri zahod - sever in povezuje središče Maribora s Koroškimi vrati, Kamnico, Brestrnico, Jelovcem in s Košaški in Počehovim.

## Trasa
- smer Brestrnica – Železniška postaja – Košaški dol: Mariborska cesta - Celovška cesta - Koroška cesta - Gosposvetska cesta - Turnerjeva ulica - Koroška cesta - Glavni trg - Ulica kneza Koclja - Svetozarevska cesta - Ulica heroja Bračiča - Titova cesta - Partizanska cesta - Šentiljska cesta - Krčevinska ulica - pod vinogradi - Košaški dol - Na prehodu.
- smer Košaški dol – Železniška postaja – Brestrnica: Na prehodu - Šentiljska cesta - Partizanska cesta - Titova cesta - Ulica heroja Bračiča - Svetozarevska cesta - Ulica kneza Koclja - Glavni trg - Koroška cesta - Turnerjeva ulica - Gosposvetska cesta - Koroška cesta - Celovška cesta - Mariborska cesta.

## Režim obratovanja
Linija obratuje vse dni v letu, tj. ob delavnikih, sobotah, nedeljah in praznikih.  Avtobusi najpogosteje vozijo ob delavniških prometnih konicah.